# Celidnos
Celidnos (en llatí Celydnus) era un riu entre Il·líria i Epir. El seu naixement era a Atintània (Epir) i creuava el país entrant a Il·líria i desaiguant a la mar Adriàtica al sud d'Apol·lònia d'Il·líria. A la part final del recorregut, a l'oest, tenia les muntanyes Ceràunies.